# Seznam slovenskih dramaturgov
Seznam slovenskih dramaturgov in teatro
logov.

## A
- Emil Aberšek/Abršček
- Urška Adamič
- Draga Ahačič
- Fran Albreht?
- Rok Andres
- Nika Arhar
- Tatjana Ažman

## B
- Jože Babič
- Anja Bajda Gorela
- (Bojana Bajec)
- (Silva Bandelj)
- Jana Bauer
- (Aleš Berger)
- Matjaž Berger
- Tjaša Bertoncelj
- (France Bevk)?
- Rudolf Binter
- Evelin Bizjak
- Mateja Bizjak Petit
- Živa Bizovičar
- Kaja Blazinšek
- Matej Bogataj
- Alenka Bogovič
- Alenka Bole Vrabec
- Maja Borin
- Ignacij Borštnik
- Rok Bozovičar
- Peter Božič?
- (Fran Bradač)
- Valo Bratina
- Darij Bratoš
- Marko Bratuš
- Martina Bremec Mrhar (Martina Mrhar)
- Pia Brezavšček
- Kristina Brenk
- Maja Breznik
- Marjan Brezovar
- Matjaž Briški
- Urška Brodar

## C
- Angelo Cerkvenik
- Uršula Cetinski
- Majda Clemenz?
- Peter Anton Codelli
- Jure Culiberg
- Nina Cvar?

## Č
- Mitja Čander
- Darka Čeh
- Katarina Černe
- Katja Čičigoj
- Eda Čufer Conover
- Marij Čuk

## D
- Barbara Daljavec
- (Josip Daneš)
- Ciril Debevec
- Pavel Debevec
- Metka Dedakovič
- Mojca Dimec
- Zala Dobovšek
- Dušan Dolamič?
- Jaro Dolar
- Jože Dolmark
- Tatjana Doma
- Darja Dominkuš
- Krištof Dovjak
- Josip Drobnič
- Sonja Dular
- Ana Duša

## E
- Marko Elsner Grošelj
- Romana Ercegović

## F
- Helena Fašalek
- Goran Ferčec
- Matic Ferlan?
- Lojze Filipič
- Djurdja Flere
- Polona Flere
- Evald Flisar?
- Vladimir Frantar
- Ervin Fritz

## G
- Jure Gantar
- (Kajetan Gantar)
- Magdalena Germek
- Bogdan Gjud
- (Goran Gluvić)
- Ferdo Godina
- Andrej Gogala (dramaturg)
- Pavel Golia
- Anja Golob
- Branko Gombač
- Katja Gorečan
- Katja Gornik?
- Nataša Goršek Mencin
- Fran Govekar
- Fedor Gradišnik?
- Nina Granda
- Miša Grčar?
- Lena Gregorčič
- Tereza Gregorič
- Herbert Grün
- Marina Gumzi

## H
- Maja Haderlap
- Simona Hamer
- Bruno Hartman
- Saša Helbel/Heigl
- Andrej Hieng
- Barbara Hieng Samobor
- (Meta Hočevar)
- ? Hribar - ??
- Eva Hribernik
- Željko Hrs
- Tibor Hrs Pandur
- Emil Hrvatin ("Janez Janša")
- Varja Hrvatin

## I
- (Goran Injac)
- Andrej Inkret
- (Andreja Inkret)
- Jera Ivanc

## J
- Eva Jagodic
- Andrej Jaklič
- Mojca Jan Zoran
- Rado Jan
- Drago Jančar
- (Tomi Janežič)
- Marjan Javornik
- Jože Javoršek
- Alen Jelen
- Nenad Jelesijević?
- Sandra Jenko?
- Sandi Jesenik
- Primož Jesenko
- Simona Ješelnik
- Martin Jevnikar
- Vesna Jurca Tadel
- Friderik Juvančič

## K
- Ludvik Kaluža
- Ignac Kamenik
- Simon Kardum
- Ksenija Kaučič?
- Taras Kermauner
- Mojca Ketiš Mavec
- Alenka Klabus Vesel
- Brina Klampfer
- Katarina Klančnik Kocutar
- Mile Klopčič
- Majda Knap Šembera
- (Boris Kobal)
- (Fran(ce) Kobal)
- Samanta Kobal
- Vladimir Koch
- Katarina Kocijančič
- Matic Kocijančič?
- Vladimir Kocjančič?
- Nerina Kocjančič
- Bara Kolenc?
- Diana Koloini
- Jaro Komac
- Kim Komljanec
- Nuša Komplet Peperko
- Andreja Kopač (ples)
- Vanja Korenč
- Nika Korenjak
- Igor Koršič
- Mile Korun
- Jože Koruza
- Albert Kos (lutkovni)
- Janko Kos
- Tina Kosi
- Vinko Košak
- Katarina Košir
- Miroslav Košuta
- Ana Kovačič
- Lojze Kovačič (lutkovni)
- Jože Kovič
- Nina Kovič
- Juš Kozak
- Krištof Jacek Kozak
- Primož Kozak
- Amelia Kraigher
- Breda Kralj
- Lado Kralj
- Vladimir Kralj
- Mojca Kranjc
- Eva Kraševec
- Špela Kravogel
- Bogomila Kravos
- Bratko Kreft
- Mojca Kreft
- Rade Krstić
- Anja Krušnik Cirnski
- Ana Kržišnik Blažica
- Eva Kučera Šmon
- Lea Kukovičič
- Filip Kumbatovič Kalan
- Bojana Kunst
- Niko Kuret
- Jerneja Kušar

## L
- Daša Lakner
- Igor Lampret
- Maja Lapornik
- Ana Lasić
- Katja Legin
- Hinko Leskovšek?
- Nika Leskovšek
- Igor Likar
- Tajda Lipicer
- Alja Lobnik
- Matjaž Loboda (lutkovni)
- Matija Logar
- Magda Lojk
- Blaž Lukan
- Pavel Lužan
- Tanja Lužar

## M
- Eva Mahkovic
- Mirko Mahnič
- Urša Majcen
- Janja Majzelj?
- Gašper Malej
- Marko Marin
- Katja Markič
- Milan Marković Matthis=Milan Ramšak Marković
- Dijana Martinc
- Bojan Martinec
- Lev T. Mastnak (Lev Mastnak Trobentar)
- Tamara Matevc
- Mitja Mejak?
- Stane Melihar
- Janez Menart
- Jasna Merc
- Staša Mihelčič
- Kristina Mihelj
- Katja Mihurko (-Poniž)
- Miloš Mikeln?
- Fran Milčinski
- Nana Milčinski
- Aldo Milohnić
- Žanina Mirčevska
- Tjaša Mislej
- Tanja Mlaker
- Janko Moder
- Katarina Morano
- Dušan Moravec
- Andrina Mračnikar
- Martina Mrhar (Martina Bremec Mrhar)
- Maja Murnik
- Aleš Mustar

## N
- Janez Negro (1914-1984)
- Josip Nolli
- Boris A. Novak
- Jernej Novak
- Valentina Novak
- Kaja Novosel
- Hinko Nučič?

## O
- Tilen Oblak
- Ana Obreza
- Barbara Orel

## P
- Livija Pandur
- Tone Partljič
- Jana Pavlič
- Katja Pegan
- Jože Pengov (lutkovni)
- Luna Pentek
- Gorazd Perko
- Ana Perne
- Tone Peršak
- Dušan Pertot
- Dino Pešut
- Jože Peterlin
- Mateja Pezdirc Bartol
- France Pibernik?
- Boris Pintar
- Jasna Pintarič
- Kaja Pinter?
- Janez Pipan
- (Jan Pirnat)
- (Ljudevit Pivko)
- Katarina Podbevšek
- Petra Pogorevc
- Ula Talija Pollak
- Denis Poniž
- Nebojša Pop Tasić
- Marinka Poštrak
- Janez Povše
- Staša Prah
- Katja Praznik?
- Alja Predan
- Vasja Predan
- Aleksij Pregarc?
- Rade Pergarc?
- Tatjana Premk Grum
- Marjana Prepeluh Lapornik
- Marijan Pušavec?
- Barbara Pušić

## R
- Kristina Radešček
- Saška Rakef?
- Milan Ramšak Marković
- Jordan Ranđelović
- Ira Ratej
- Marjana Ravnjak
- Vili Ravnjak
- Tomo Rebolj
- Alojz Rebula
- Mojca Redjko
- Blaž Rejec
- Aleksandra Rekar
- Ksenija Repina
- Jakob Ribič
- Adolf Robida?
- Jože Rode
- Tea Rogelj
- Ajda Roos
- Anja Rošker
- Smiljan Rozman
- Branko Rudolf?
- Franček Rudolf
- Adrijan Rustja
- Sandra Ržen

## S
- Rosanda Sajko
- Urška Sajko
- Smiljan Samec
- Goran Schmidt
- Malina Schmidt Snoj
- Simona Semenič
- Jelena Sitar
- Milan Srbinšek?
- Barbara Skubic
- Zoja Skušek
- Marko Slodnjak
- Emil Smasek
- Lojze Smasek
- Jaka Smerkolj Simoneti
- Dominik Smole
- Tone Sojar
- Anton Sovre
- Dejan Spasić
- Darko Jan Spasov
- Milan Stante
- Matic Starina
- Vera Stich
- Iza Strehar
- Pavel Strmšek?
- Barbara Sušec Michieli
- Ivo Svetina?

## Š
- Drago Šega
- Matjaž Šekoranja
- Rudi Šeligo
- Osip Šest?
- Martina Šiler
- (Stanko Škerlj)
- Nina Šorak
- Maja Šorli
- Bina Štampe Žmavc
- Irena Štaudohar
- Bojan Štih
- Vilma Štritof
- Rapa Šuklje
- Nika Švab
- Lejla Švabič

## T
- Petra Tanko
- Veno Taufer
- Josip Tavčar
- Dušan Tomše
- Agata Tomšič
- Tomaž Toporišič
- Janko Traven
- Miha Trefalt
- Borut Trekman
- Gašper Troha
- Špela Trošt
- (Anton Trstenjak)

## U
- Ana Ugrinović
- Jože Urbanija

## V
- Ajda Valcl
- Nejc Valenti
- Iztok Valič
- Pia Vatovec
- Janez Vencelj
- Sergej Verč
- Anton Verovšek
- Rok Vevar
- (Štefan Vevar)
- Petra Vidali
- Josip Vidmar
- Tanja Viher
- Sonja Vilč
- Rok Vilčnik
- Anže Virant (lutkar)
- Špela Virant
- Jani Virk
- (Vera Visočnik)
- Primož Vitez
- Dušan Voglar
- Jasna Vombek
- Joža Vombergar?
- Jože Vozny
- (Janez Vrečko)
- Primož Vresnik
- Ivan Vrhovec
- Janez Vrhunc
- Saša Vuga
- Ana Vujanović
- France Vurnik ?

## W
- Frank Wollman

## Z
- Benjamin Zajc
- Lenart Zajc
- Jasmina Založnik
- Tatjana Zidar Gale
- Urban Zorko?
- Aleksander Zorn
- Klavdija Zupan
- Sodja Zupanc Lotker
- Andrej Zupanec
- Matjaž Zupančič?
- Mirko Zupančič

## Ž
- Tery Žeželj
- Sara Živkovič
- Janez Žmavc
- Nik Žnidaršič
- Oton Župančič

Predloga:Dramaturgi